# فرانسيس فروست
فرانسيس فروست (بالإنجليزية: Frances Frost)‏ (3 أغسطس 1905، سانت ألبانز في الولايات المتحدة - 11 فبراير 1959، نيويورك في الولايات المتحدة)؛ كاتِبة مُتخصِّصة في أدب الأطفال، شاعرة وروائية أمريكية.

## روابط خارجية
- فرانسيس فروست على موقع ديسكوغز (الإنجليزية)